# Колегаєв Олександр Іванович
Олександр Іванович Колегаєв (нар. 1957, Воронезька область, Російська Федерація) — український радянський діяч, старший оператор Ровенської атомної станції. Депутат Верховної Ради УРСР 11-го скликання.

## Біографія
З 1975 року — служба в Радянській армії.
Освіта середня спеціальна. Закінчив Нововоронезький енергетичний технікум Воронезької області РРФСР. Член ВЛКСМ.
З 1979 року — оператор, старший оператор реакторного цеху Ровенської атомної станції імені 60-річчя СРСР міста Кузнецовська Ровенської області.
Закінчив заочно інститут інженерів водного господарства в місті Рівне.

## Нагороди
- ордени
- медаль «За трудову відзнаку»
- медалі
- лауреат премії імені Ленінського комсомолу (1984)